# 241
241 (CCXLI) var ett normalår som började en fredag i den julianska kalendern.

## Händelser

### November
- 1 november – Slaget vid Samhain utkämpas på Irland.

### Okänt datum
- Shapur I efterträder Ardashir I som kung av Persien.
- Den antika staden Bagram (i nuvarande Afghanistan) överges.
- Shapur annekterar Kushanriket.

## Födda
- Cao Mao, kejsare av det kinesiska kungariket Wei (möjligen född detta år)

## Avlidna
- Ardashir I, den förste sasanidiske härskaren över Persien
- Zhuge Jin, minister i det kinesiska kungariket Wu